# Tordómar
Tordómar é um município da Espanha na província de Burgos, comunidade autónoma de Castela e Leão, de área 30 km² com população de 374 habitantes (2007) e densidade populacional de 11,70 hab/km².

## Demografia
| Variação demográfica do município entre 1991 e 2004 | Variação demográfica do município entre 1991 e 2004 | Variação demográfica do município entre 1991 e 2004 | Variação demográfica do município entre 1991 e 2004 |
| --------------------------------------------------- | --------------------------------------------------- | --------------------------------------------------- | --------------------------------------------------- |
| 1991                                                | 1996                                                | 2001                                                | 2004                                                |
| 407                                                 | 425                                                 | 399                                                 | 351                                                 |